# Valgjärve kommun
Valgjärve vald är en kommun i Estland.   Den ligger i landskapet Põlvamaa, i den södra delen av landet, 190 km sydost om huvudstaden Tallinn. Antalet invånare är 1 562. Arean är 143 kvadratkilometer.
Terrängen i Valgjärve vald är platt.
Följande samhällen finns i Valgjärve vald:
- Saverna
- Valgjärve
- Maaritsa